# Marcel Bezençon
Marcel Bezençon ( født 1. maj 1907 – død 17. februar 1981) var en schweizisk journalist, mediechef og direktør for European Broadcasting Union mellem 1954 og 1970. I 1955 udtænkte han ideen til Eurovision Song Contest, baseret på den berømte Sanremo Music Festival.